# Menahem Beghin
Menachem Begin (מנחם בגין în ebraică, n. 16 august 1913, Brest-Litovsk, Imperiul Rus – d. 9 martie 1992, Tel Aviv, Israel) a fost un politician israelian, comandant, în anii mandatului britanic, al organizației evreiești paramilitare de rezistență Etzel (Irgun Tzvaí Leumí), apoi lider al mișcării de dreapta „Herut”, prim-ministru al Israelului în perioada 20 iunie 1977 - 10 octombrie 1983.
Discipol al lui Zeev Jabotinski, unul din pionierii sionismului, marele merit al său îl constituie reușita acțiunii „schimburi de teritorii contra pace”, desfășurate între Israel și Egipt.
Pentru aceasta, alături de președintele Egiptului, Anwar el-Sadat, în 1978, a primit Premiul Nobel pentru Pace.

## Biografie

### Copilăria și studiile
Menahem Beghin s-a născut ca fiul mezin dintre cei trei copii ai unei familii de evrei din Brest Litovsk (în idiș „Brisk”), oraș aflat în zilele noastre în Belarus, în acea vreme parte a Imperiului Rus, localitate renumită pentru rabinii talmudiști din tradiția „lituaniană” (contrară hasidismului). Tatăl său, Zeev Dov Beghin sau Biegun, era comerciant de cherestea și secretar al comunității evreiești locale, sionist fervent, admirator al lui Theodor Herzl într-o perioadă când locuitorii evrei erau influențați de opiniile vehement antisioniste ale rabinului Haim Solowejczyk. Soția lui, Hassia, născută Kosowski, provenea dintr-o familie de rabini însemnați. Moașa care a asistat nașterea copilului a fost bunica lui Ariel Sharon. Numele de familie al tatălui provenea din cuvântul rusesc Begun, însemnând „alergător”.
Beghin s-a născut în prima sâmbătă de după marele post de 9 Av, numită Șabat Nahamu, în care credincioșii evrei citesc cuvintele de consolare ale profetului Isaia. De aceea băiatul a primit numele de Menahem (Cel ce consolează). Sora sa mai mare se numea Rahel, iar fratele său Herzl.
În anii primului război mondial (1914-1918) zona unde locuiau devenise arena operațiilor militare, iar situația economică a familiei s-a deteriorat simțitor. Trebuiră să părăsească casa și să pribegească prin satele din estul Poloniei. La finele războiului familia Beghin a revenit la Brest, care a devenit parte a Poloniei restaurate. În Polonia Menahem a fost înregistrat cu numele Mieczysław Biegun. 
După un an de educație tradițională iudaică la „heder” (Talmud Torá), băiatul a fost trimis să învețe la școala ebraică „Tahkemoni”, legată de curentul sionist religios. La 12 ani a intrat, ca și fratele și sora sa, în mișcarea de tineret sionist socialist „Hashomer Hatzair”, unica de acest fel din oraș. La 16 ani a părăsit-o pentru a se alătura mișcării de tineret „Beitar”, de orientare națională de dreapta care în 1929 a deschis o filială și la Brest. În acel an Beghin l-a văzut prima dată pe conducătorul acestei mișcări, Zeev Jabotinski, care a rostit o cuvântare la un teatru din localitate și a cărui platformă politică l-a entuziasmat. Ceea ce l-a cucerit, a fost, după cum a mărturisit mai târziu, „sionismul integral, Țara Israelului, aspirația spre un stat evreiesc în curând, în zilele noastre”.La 14 ani Beghin a fost trimis să studieze la un liceu polonez, unde și-a însușit cunoștințe temeinice, între altele în literatura clasică, mai ales latină. Lovindu-se încă din școală de manifestări de antisemitism, unele violente, Beghin a participat împreună cu alți tineri evrei la organizarea unui grup de autoapărare.   
După bacalaureat, Beghin s-a înscris la facultatea de drept a Universității din Varșovia, deoarece încă din copilărie visase să devină avocat, „pentru a-i ajuta pe nevoiași”.În timpul studiilor s-a întreținut din lecții particulare date unor elevi. În 1935 și-a luat licența în drept, însă în continuare, nu a practicat profesiunea de jurist.

### Activitatea politică în Polonia
Cu timpul Beghin s-a impus prin calități de conducător și a urcat în ierarhia mișcării de tineret Beitar:mai întâi comandant în sectorul Brest, apoi unul din cei nouă „ofițeri” ai conducerii Betar din Polonia, țara unde se concentra cel mai mare număr de membri ai organizației. În 1935 a avut loc în Polonia a doua reuniune mondială a mișcării. La 22 ani Beghin s-a antrenat într-o controversă cu Jabotinski. Era într-o perioadă în care s-au calmat tensiunile din urma asasinării în 1933 a fruntașului sionist social-democrat din Palestina Haim Arlosoroff, când militanți din sionismul revizionist condus de Jabotinski au fost acuzați de liderii de stânga că ar fi fost ucigașii. 
Beghin s-a adresat de la tribună lui Jabotinski, spunând: „Poate domnia sa a uitat că Ben Gurion l-a numit „Vladimir Hitler”, dar memoria noastră este mai bună”. Jabotinski i-a replicat: „Nu voi uita niciodată că oameni ca Ben Gurion, Ben Tzvi, Eliyahu Golomb, au îmbrăcat odată uniforma batalioanelor (evreiești NN), au luptat alături de mine. Sunt sigur ca atunci când sionismul o va cere, ei nu vor șovăi să îmbrace iarăși uniforma și să lupte.” Jabotinski a aplaudat, în ciuda disputei, cuvântarea lui Beghin, și i-a prezis că va ajunge departe. 
Beghin a continuat să activeze cu însuflețire în cadrul Beitar, să țină discursuri în adunări evreiești și sioniste, și să publice articole în organele de presă ale organizației sionismului revizionist. În anul 1937 a organizat o demonstrație în fața ambasadei britanice la Varșovia, cerând ca autoritățile mandatare britanice să mărească cota de emigrare pentru tinerii din mișcarea Betar spre Palestina. În urma acestui fapt, Beghin a fost arestat și deținut vreme de 6 săptămâni în închisoare, în compania unor delicvenți de drept comun. Șederea lui Beghin în închisoare a contribuit la creșterea prestigiului său în cadrul mișcării.

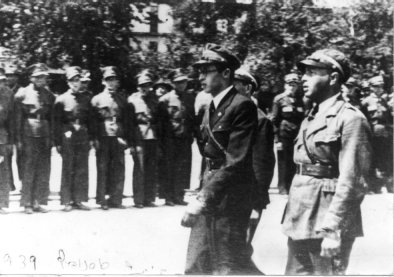
Menahem Beghin (în stânga), nou comandant al mișcării Beitar trecând în revistă unități ale Beitarului în Polonia. Lânga el pășește Moshe Musja Kohen

La a treia întrunire a mișcării mondiale Beitar, Beghin a ajuns la o și mai mare dispută cu Jabotinski. El reprezenta curentul maximalist-activist din rândurile sioniștilor revizioniști și s-a făcut purtătorul de cuvânt al opiniilor acestora, după care mișcarea revizionistă trebuia să-și schimbe calea și să treacă de la fapte politice la sfera militară și combatantă. „După sionismul politic și cel practic, ne aflăm acum în fața etapei sionismului militar. Trebuie să adunăm forță pentru a nu depinde de favorurile străinilor.” De asemenea Beghin a propus schimbarea formulării „Jurământului Beitaristului”, pe care îl scrisese Jabotinski. Propunerea sa a fost adoptată:După rândurile „Brațul îmi va fi gata pentru a-mi apăra poporul” (אכין זרועי להגנת עמי) și  „Și nu am să-l ridic decât spre apărare” i-au fost adăugate cuvintele „și pentru cucerirea patriei”. Jabotinski s-a împotrivit lui Beghin și a comparat discursul acestuia cu un  "scârțâit de ușă", dar în acelaș timp i-a admirat tenacitatea. 
În 1937,din ordinul lui Jabotinski  Beghin a fost trimis să întărească mișcarea Beitar din Cehoslovacia. În martie 1939  Beghin l-a înlocuit pe Aharon Propes în funcția de comisar al mișcării în Polonia. Astfel el a devenit răspunzător de conducerea a circa 70.000 de tineri. În mai 1940  s-a căsătorit cu Aliza (Alicia) Arnold, pe care a cunoscut-o în casa tatălui ei, care era un donator pentru revizioniști în orașul Drohobycz, unde  Beghin lucrase ca avocat stagiar. Jabotinski i-a fost naș la nuntă, la care au luat parte sute de membri ai Beitarului.

### Al Doilea Război Mondial

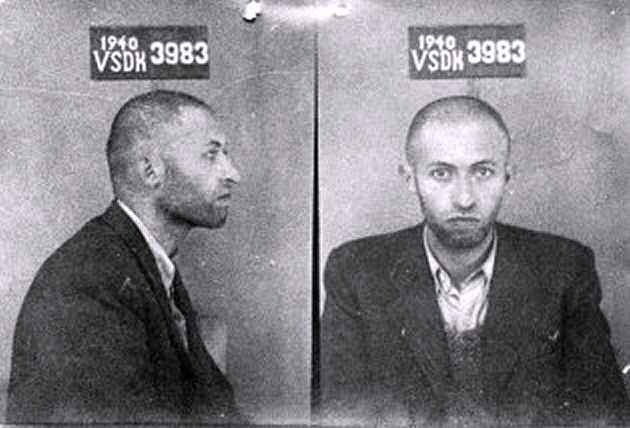
Fotografii ale lui Menachem Beghin luate in septembrie 1940 la arestarea sa de către securitatea sovietică

Patru luni mai târziu Germania nazistă a invadat Polonia. Cu puțin timp înainte de izbucnirea războiului mondial, Beghin s-a ocupat de pregătirea tinerilor din Beitar pentru emigrarea în Palestina. Un ultim grup de beitar-iști, din care făcea parte și Beghin însuși, a ajuns în orășelul Sniatyn aproape de granița cu România dar nu au izbutit să treacă. Au fost nevoiți să facă calea întoarsă la Varșovia, în vreme ce Wehrmachtul se afla deja la porțile capitalei poloneze. Împreună cu soția și cu Nathan Friedman (cunoscut mai târziu ca Nathan Yellin Mor) Beghin a părăsit Varșovia la 6 septembrie 1939. Trenul în care au urcat a trebuit la un moment dat să oprească, și cei trei au trebuit să-și continue drumul în căruțe și pe jos. Ajunși la Lvov, Beghin a fost arestat  de sovietici, care invadaseră la rândul lor Polonia dinspre est. I s-a dat drumul, și s-au îndreptat atunci spre Vilnius, care fusese atunci alipit la Lituania, din inițiativa Uniunii Sovietice. La Vilnius se refugiaseră numeroși membri ai Beitar din Polonia și Beghin a continuat încercările de a-i organiza pentru emigrare în Palestina. În fața mai multor mii de cereri autoritățile britanice au fost dispuse să elibereze certificate pentru emigrarea a numai două persoane. Beghin a renunțat la al său. Între timp armata sovietică a ocupat Lituania, care a devenit o parte a Uniunii Sovietice. Beghin și dr Israel Szaib (cunoscut în viitor ca Israel Eldad) și soțiile lor s-au ascuns în două camere  pe care le-au închiriat de la o familie lituaniană catolică.
La 20 septembrie 1940 Beghin a fost arestat de către NKVD și închis vreme de nouă luni în închisoarea Lukișki din Vilnius. Acolo a fost anchetat în legătură cu rolul său ca comandant al mișcării Beitar și acuzat că ar fi colaborat cu „imperialismul britanic”. „Comisia consultantă de pe lângă N.K.V.D." l-a condamnat ca „factor primejdios pentru societate” la 8 ani de „lagăr de muncă corectivă”. La 1 iunie 1941  a fost trimis în Republica Autonomă Komi (azi Republica Komi) din nordul Rusiei europene. Ajuns în lagărul Peciora a fost supus la muncă silnică în construirea de șosele prin taigaua înghețată. Despre zilele de anchetă și din lagăr Beghin a scris mai târziu în cartea sa autobiografică „Nopți albe”. În cele din urmă a fost eliberat, nu după multă vreme, în virtutea unui acord între ambasadorul lui Stalin în Marea Britanie, Ivan Maiski și generalul Władysław Sikorski, șeful guvernului polon în exil de la Londra. Acest acord prevedea ca U.R.S.S. va elibera pe deținuții polonezi pentru a întemeia pe teritoriul sovietic o armată polonă care va lupta contra Germaniei alături de sovietici.
Deși extenuat după detenție, Beghin s-a înrolat în această armată comandată de generalul Władysław Anders, și în mai 1942 a trecut cu aceasta prin Iran și Irak în drum spre Palestina. Mulți recruți evrei au profitat de trecerea prin Palestina pentru a dezerta, dar Beghin a respins rugămințile prietenilor săi de a face la fel. A servit în armata lui Anders vreme de un an și jumătate, în ultima jumătate de an fiind și comandant al Beitar-ului  din Palestina, și legând contacte strânse cu mișcarea subterană Irgun (Etzel) organizată de sioniștii revizioniști în Palestina. După intrarea Marii Britanii în războiul contra Germaniei naziste, Etzel declarase încetarea focului în lupta contra britanicilor. După ce comandantul Etzel-ului, David Raziel a fost ucis în timpul unei operații conduse de britanici în Irak, nivelul de activitate al organizației s-a redus la minimum. Noul comandant al Irgunului, Yaakov Meridor, a hotărât să anunțe comandamentul organizației ca renunță la conducerea organizației în favoarea lui Beghin.
Părinții și frații lui Beghin, care au rămas la Brest Litovsk, au fost omorâți de naziști după recucerirea orașului de către aceștia la -23 iunie 1941. Tatăl său a fost unul din cei 500 evrei împușcați pe malurile Bugului, iar mama sa a fost ucisă în timp ce se ascundea într-un spital.  A supraviețuit numai sora sa, Rahel, care a ajuns în Asia Centrală sovietică și ulterior a emigrat în Israel. Fiul ei este ziaristul, prezentatorul și redactorul de programe radio-TV Immanuel Halperin.

### Comandant al Irgunului (Etzel)
Arie Ben Eliezer a inițiat eliberarea unor soldați evrei, între care și Beghin, din armata generalului Anders. După câteva săptămâni de negocieri, patru soldați, între care Beghin, au primit o permisie din care nu s-au întors. La sfârșitul anului 1943, la vârsta de 30 ani, caporalul Beghin a părăsit oștirea poloneză pentru a deveni comandantul Organizației Militare Naționale - Irgun Tzvai Leumi sau Etzel.  El a început reorganizarea Irgunului, l-a numit ca adjunct pe Yaakov Meridor și a restrâns comandamentul la trei persoane: Ben Eliezer, Eliahu Lankin și Shlomo Lev-Ami (Levi). Primul său nume conspirativ a fost „Ben David”. Declararea Revoltei Irgunului la 1 februarie 1944 s-a făcut printr-un manifest intitulat „Către poporul evreu din Sion” (ebraică "El haam haivrí beTzion"), în care guvernământul britanic era acuzat că în ciuda suportului dat de evreii din Palestina efortului de război cu Germania, a trădat națiunea evreiască și sionismul statal și, prin urmare, nu a rămas în fața națiunii altă cale decât să se ridice la lupta directă împotriva lui. După cuvintele proclamației: 
„„Ne vom lupta, fiecare evreu din patrie se va lupta - Dumnezeul lui Israel, Domnul Oștirilor ne va ajuta. Nu există o cale de întoarcere - libertatea- sau moartea. Ridicați un zid de fier în jurul tineretului vostru luptător.””
În cei patru ani în care Beghin a stat in fruntea Irgunului, organizația a executat circa 300 operațiuni. Cele mai însemnate au fost aruncarea în aer în iulie 1946 a hotelului King David din Ierusalim, în care funcționa un centru al administrației britanice, descinderea în închisoarea de la Acra (Akko) în mai 1947 și eliberarea deținuților din Irgun și Lehi și cucerirea Jaffei în 1948. 

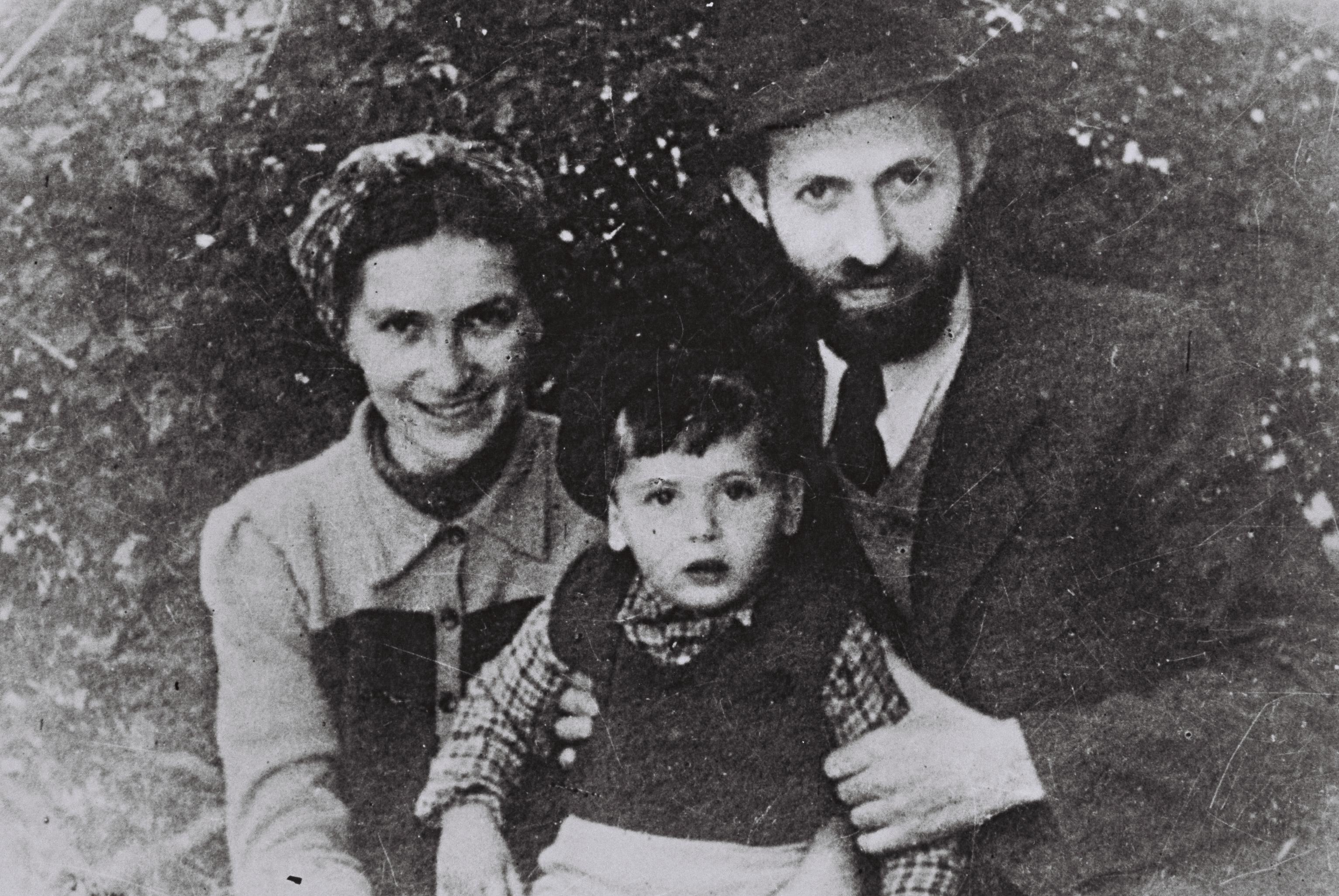
Beghin în clandestinitate, în 1946 la Tel Aviv, sub falsa identitate de Israel Sassover, alături de soția sa Aliza și fiul, Binyamin Zeev

Britanicii nu au izbutit să-l prindă pe Beghin. La începutul revoltei, el s-a ascuns vreme de două luni la Hotelul Savoy din Ierusalim, unde au fost aduși și soția și fiul său.
După ce a văzut pe fereastră o razie a britanicilor, Beghin a decis să se mute într-un alt adăpost în cartierul Mahane Yehuda din Petah Tikva, unde a locuit o vreme într-o casă periferică și izolată apoi,  deoarece se deosebea prea mult la înfățișare de localnicii evrei yemeniți a fost transferat într-un alt loc secret tot la Petah Tikva, în cartierul Hassidof. Acolo a locuit  vreme de 9 luni împreună cu soția și copilul și a purtat numele conspirativ de Israel Halperin. Vecinilor li s-a explicat că acest tată de familie, care trăiește din ajutoarele unei asociații pentru refugiați, este un avocat ,care învață jurisdicția palestiniană și de aceea stă mai tot timpul acasă până la examenele baroului de avocați. Ulterior el s-a mutat în nordul Tel Avivului, pe strada Bashan colț cu Yehoshua Ben Nun, unde s-a travestit în elev de ieșivă cu numele „Israel Sassover”. La începutul anului 1947 s-a mutat într-locuință la parter pe strada Rosenbaum 1 colț cu Yossef Eliyahu, luându-și numele de dr. Yona Koenigshofer. Aici Beghin a locuit cu familia până la alegerea sa ca prim ministru al Israelului în 1977. 
Beghin a stabilit restricții severe luptei contra autorității britanice în Palestina: revolta trebuia îndreptată strict împotriva armatei, a militarilor și a instituțiilor regimului de ocupație și nu a populației civile. {n.c.|Cu toate acestea, acțiuni ale Irgunului au costat și viețile unor civili britanici, arabi și evrei.}
Ben Gurion și conducerea de stânga a evreilor din Palestina, în primul rând, prin organizația paramilitară Hagana au dezlănțuit așa numita operație a „Sezonului” - o prigoană împotriva membrilor Irgunului. Beghin a impus linia „reținerii” și a interzis reacții violente la arestările și detențiile provocate de colaborarea conducerii Ben-Gurioniste cu britanicii: „Nu va fi război între frați!” 
Execuția de membri ai Irgunului de către britanici a fost privită de Beghin cu gravitate. În iulie 1947 după citirea sentinței de condamnare la moarte a trei luptători din Etzel, organizația a răpit doi sergenți britanici (care erau, de fapt, informatori ai Haganei) și a anunțat că aceștia vor fi și  ei  spânzurați, dacă britanicii îi vor spânzura pe cei trei membri capturați. La 31 iulie 1947 după ce autoritățile mandatare i-au spânzurat pe Yaakov Weiss, Avshalom Haviv și pe Meir Nakar, șeful statului major al Irgunului ,Haim Landau, a ordonat spânzurarea celor doi sergenți. Ca urmare a acestui fapt, britanicii au încetat execuțiile în Palestina până la retragerea lor în mai 1948.
La 3 septembrie 1947, la câteva zile după publicarea raportului Comitetului Special al ONU pentru Palestina, Beghin a luat poziție într-un discurs radiodifuzat contra planului de împărțire a Palestinei între un stat evreiesc și unul arab, spunând: 
„Pentru oricine nu este dispus să-și vândă patria pentru un prezent mizerabil și să-și abandoneze poporul pentru o liniște trecătoare este limpede că „soluția” împărțirii, dacă se va aplica, va fi nu altceva decât o catastrofă națională istorică. Poporul evreu va fi chemat să împiedice această catastrofă”
.
În mai 1948 s-a încheiat Mandatul britanic asupra Palestinei. Există o dispută între istorici în ce măsură au contribuit acțiunile militare ale Irgunului la accelerarea ieșirii britanicilor din Palestina și la așezarea luptei evreiești pentru independență pe ordinea zilei a politicii internaționale. 
În ziua de după proclamarea Statului Israel, la 15 mai 1948 Beghin a rostit ultima sa chemare către partizanii săi la stația ei de radio a Irgunului Kol Tzion Halohemet (Vocea Sionului Luptător):
„„A luat ființă Statul Israel. Și el a luat ființă  „doar așa”: prin sânge, prin foc, cu mâna tare și cu brațul sus, prin chinuri și jertfe. Altfel nu putea să ia ființă. Organizația Militară Națională părăsește activitatea subterană înăuntrul granițelor statului evreiesc independent. Nu mei este necesară o rezistență subterană evreiască. În Statul Israel vom fi soldați și constructori. Vom asculta de legile lui, pentru că ele sunt legile noastre. Vom cinsti guvernul său, pentru că este guvernul nostru. Adevărata noastră răsplată va fi când ne vom învrednici - de ne vom întoarce în viață de pe front - să străbatem orașele țării noastre, munții și văile ei, și să vedem copiii evrei jucându-se fără teamă, iar deasupra micilor lor capete, cele mai dragi, vom vedea zburând un avion evreiesc, iar în fața lor se va ivi un oștean evreu, iar de departe vom auzi zgomotul roților unui tren evreiesc, ah, fraților, ce fericire poate fi mai mare ca aceasta?””
La 11 iunie 1948 Beghin a semnat cu Israel Galili, reprezentantul Guvernului provizoriu al Israelului) acordul de dizolvare al Irgunului și de integrare a sa în Zahal (Armata de apărare a Israelului) nou creat. Acordul a stabilit încetarea acțiunilor Irgunului ca formațiune militară în Statul Israel și în domeniul sub controlul Guvernului Israelului. În Ierusalimul asediat Irgunul și-a putut  păstra statutul independent. 

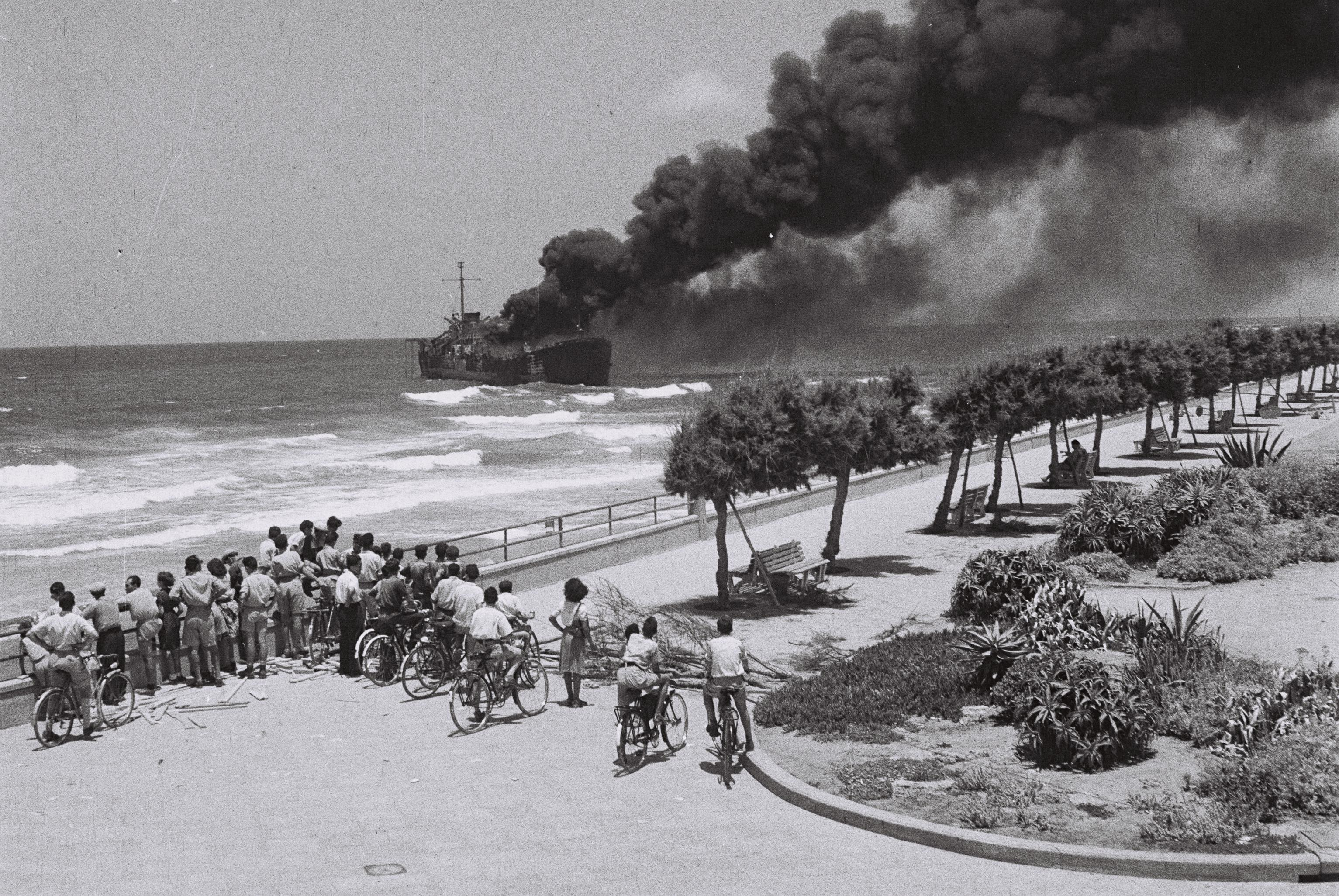
Vaporul Altalena în apropierea litoralului Tel Avivului, 22 iunie 1948

.

### „Afacerea Altalena”
„Afacerea Altalena” din 22 iunie 1948 a fost un eveniment dureros pentru tânărul stat angrenat în 
Râzboiul de Independență în care fusese atacat de șapte armate arabe. Israelul suferea de o lipsă acută de armament. Membrii ai Irgunului din Statele Unite au achiziționat și trimis spre Israel nava „Altalena” încărcată cu armament și cu emigranți evrei. Beghin dorea să păstreze o parte din aceste arme pentru dotarea luptătorilor Irgunului de pe frontul din Ierusalim care, oficial, încă nu făcea parte din Statul Israel. În dreptul satului Kfar Witkin din apropierea portului Tel Aviv Beghin s-a urcat pe puntea vasului, după ce echipajul a primit ultimatumul lui Ben Gurion care cerea să i se predea toate armele în termen de zece minute. Din ordinul personal al lui Ben Gurion, Izhak Rabin, pe atunci general în Hagana, devenită Zahal, a bombardat și incendiat vaporul. Au fost uciși 16 membri ai Irgunului și trei soldați ai armatei. Dintre cei care au izbutit să se salveze au povestit ulterior că Beghin a ordonat să nu se răspundă cu foc, de teama unui război civil. Aceasta a fost și versiunea lui Beghin însuși în cartea sa „Revolta” . Comandantul navei, Eliahu Lankin a povestit: Când focul pe vas s-a extins, au început să sosească bărci de salvare de pe coastă văslite de tineri din Irgun, care și-au  primejduit viețile sub ploaia de gloanțe. Ei au strigat: Unde e bătrânul, coborâți-l pe bătrân! cu gândul la Beghin, care în acel moment dirija salvarea răniților și coborârea lor de pe vapor. El nu acceptat să părăsească vaporul până ce nu a fost evacuat ultimul rănit. După o altă versiune, pentru a fi salvat, el ar fi fost aruncat în mare de unul din marinari.  
La stația de radio a Irgunului, Beghin a rostit o cuvântare în care a acuzat autoritățile pentru ceea ce s-a întâmplat, a plâns și a ordonat capitularea necondiționată a luptătorilor din Etzel.
Odată cu terminarea mandatului britanic în Palestina, Beghin ieșit din clandestinitate, și-a ținut primul său discurs public la Ierusalim. A doua cuvântare publică a rostit-o la Tel Aviv la 14 august  la cinematograful „Rina” de pe strada Ben Yehuda. Multe mii de cetățeni (ziarele au vorbit de 15.000) au venit să-l vadă, după ce, vreme de ani de zile nu au putut decât să-i audă vocea la radioul clandestin. Când a urcat pe scena decorată cu portretul lui Zeev Jabotinski, Beghin a fost primit cu aplauze. A deschis cu cuvintele: Shalom, Tel Aviv, cea albă-azurie! (n.n. culorile drapelului israelian), acestea fiind cuvintele cu care Jabotinski se adresa în trecut publicului din Tel Aviv.

### Lider al Mișcării Herut și al opoziției de dreapta

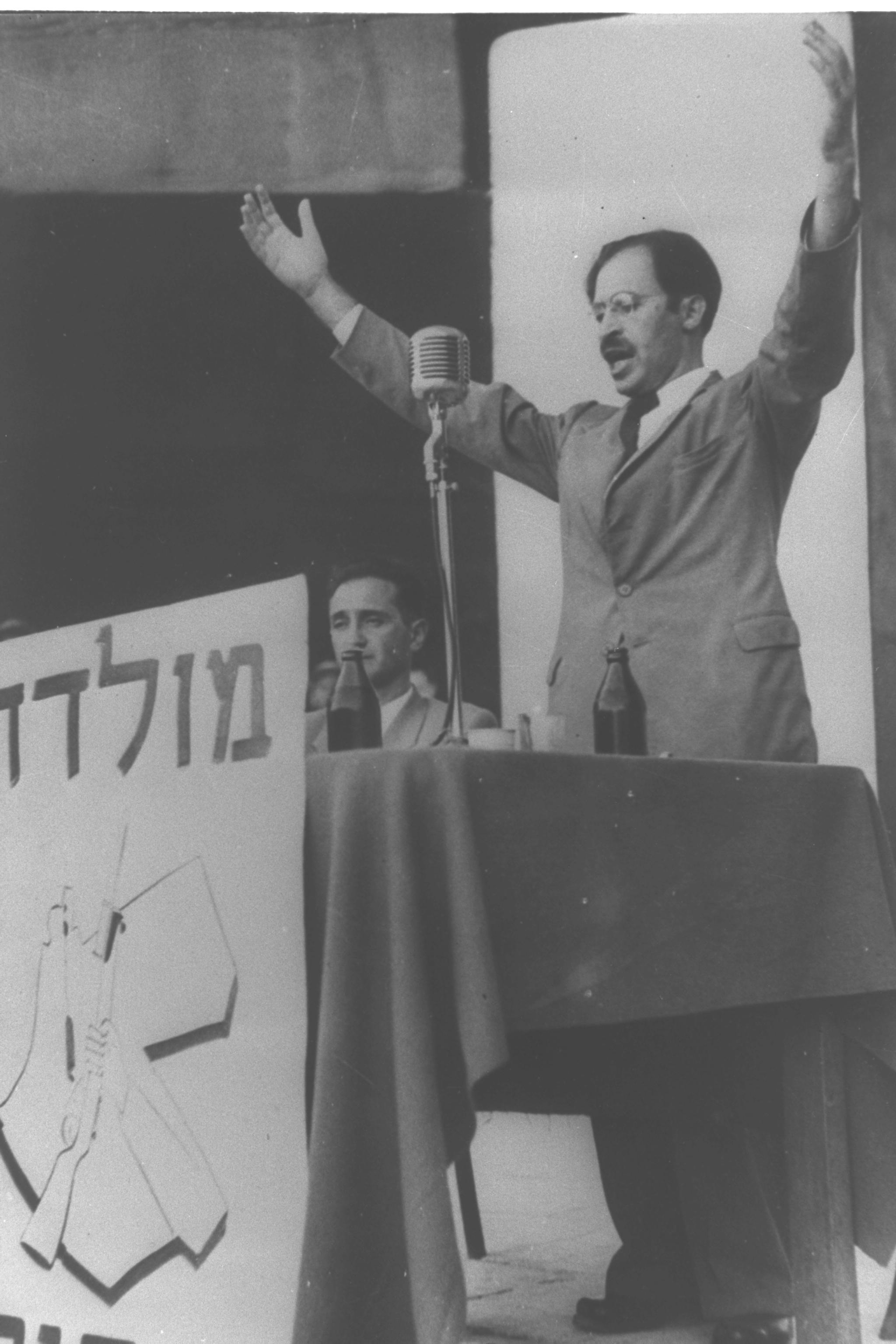
Menahem Beghin, ținând o cuvântare în august 1948

Odata cu dizolvarea organizației Irgun Tzvaí Leumí (Etzel) Beghin a înființat un partid politic, „Tnuat HaHerut” („Mișcarea Libertății”) cunoscut ca partidul Herut, devenind liderul necontestat al acestuia. Partidul a adoptat o linie politică vădit de dreapta, unul din principalele puncte în platforma ei fiind revenirea asupra hotărârii de acceptare a Planului ONU de împărțire a Palestinei. Sloganul mișcării - citat din cântecul lui Jabotinski „Stânga Iordanului”  din anul 1928 - reflecta și revendicarea estului Palestinei istorice (Transiordania), de dincolo de Iordan, „Două maluri are Iordanul, unul e al nostru, iar celălalt de asemenea”. În decembrie 1948 Beghin a efectuat o vizită în Statele Unite, care a trezit proteste în rândurile unei părți din opinia publică evreiască. O declarație publică de protest, în care Beghin și partidul său erau calificați drept „fasciști”,  a fost trimisă la 4 decembrie 1948 ziarului New York Times, sub semnătura unor personalități ca Albert Einstein, filozofii Hanna Arendt și Sidney Hook, de asemenea lingvistul Zelig Harris, inginerul și inventatorul Isaac Schoenberg și fizicianul Fritz Roehrlich. 
În primele alegeri parlamentare ținute în Israel Mișcarea Herut a câștigat 11.52 % din voturi și 14 mandate în primul Knesset. Ben Gurion, care a format un guvern de coaliție condus de partidul său, Mapai, a lăsat Herutul în afara coaliției și în afara consensului național. Într-o scrisoare către președintele Israelului, Haim Weizman, el a notat: „Două fracțiuni parlamentare din Knesset, Herut și Maki (Partidul Comunist Israelian), de la bun început nu au fost luate în cont pentru formarea cabinetului, din motive lesne de înțeles”, linie cunoscută ulterior sub expresia „fără Herut și Maki”. Ben Gurion a adoptat atunci față de Beghin o atitudine fățișă de dispreț, iar in cuvântările sale în Knesset, se ferea să-i pronunțe numele, numindu-l „persoana de lângă deputatul Bader”. La alegerile următoare din iulie 1951, Herut a obținut numai opt locuri în Knesset. Ca urmare, Beghin a anunțat că se retrage din viata politică și nu s-a mai arătat în public pentru o lungă perioadă de timp

## In memoriam
- Străzi și locuri numeroase în Israel au fost numite în memoria sa, între care Șoseaua Beghin din Ierusalim și Calea Beghin din Tel Aviv (fosta Calea Petah Tikva)
- 1998 - Knessetul a votat legea pentru cinstirea memoriei lui Beghin prin înființarea Centrului pentru moștenirea politică a lui Menahem Beghin din Ierusalim, cuprinzând un muzeu, o arhivă, o bibliotecă și un institut de cercetări, în care se desfășoară activități educative și alte evenimente
- 1998 - S-a turnat un film de televiziune „Beghin” în regia lui Uri Inbar, după un scenariu de Amnon Dankner și în care actorul Moshe Ivghi a interpretat rolul principal. Acțiunea filmului se petrece în casa lui Beghin în perioada de după demisia sa de la conducerea guvernului.
- 2002 - S-a creat Premiul Beghin, decernat anual
- În memoria soției sale, Aliza Beghin, au fost numite în Israel așezarea Aley Zahav, cartierul Neve Aliza din Karney Shomron, străzi în diverse localități, precum și școli la Migdal Haemek, Ariel, Kiryat Motzkin etc
- 2013 24 iulie-  Cu ocazia centenarului nașterii lui Beghin s-a inaugurat un stâlp comemorativ la intrarea în fosta casă a familiei Beghin de pe strada Rosenbaum nr.1 din Tel Aviv
- 2013 - Inaugurarea unei statui a lui Beghin într-o piațetă lângă școala evreiască din Brest Litovsk, Belarus, unde a învățat în copilarie.

Posta belarusă a emis o marcă poștală cu chipul lui Beghin în cadrul unei serii cu lideri sioniști evrei originari din Belarus  
- 27 septembrie 2016 - Pasajul de frontieră dintre Israel și Egipt la Taba a primit numele de Pasajul Beghin

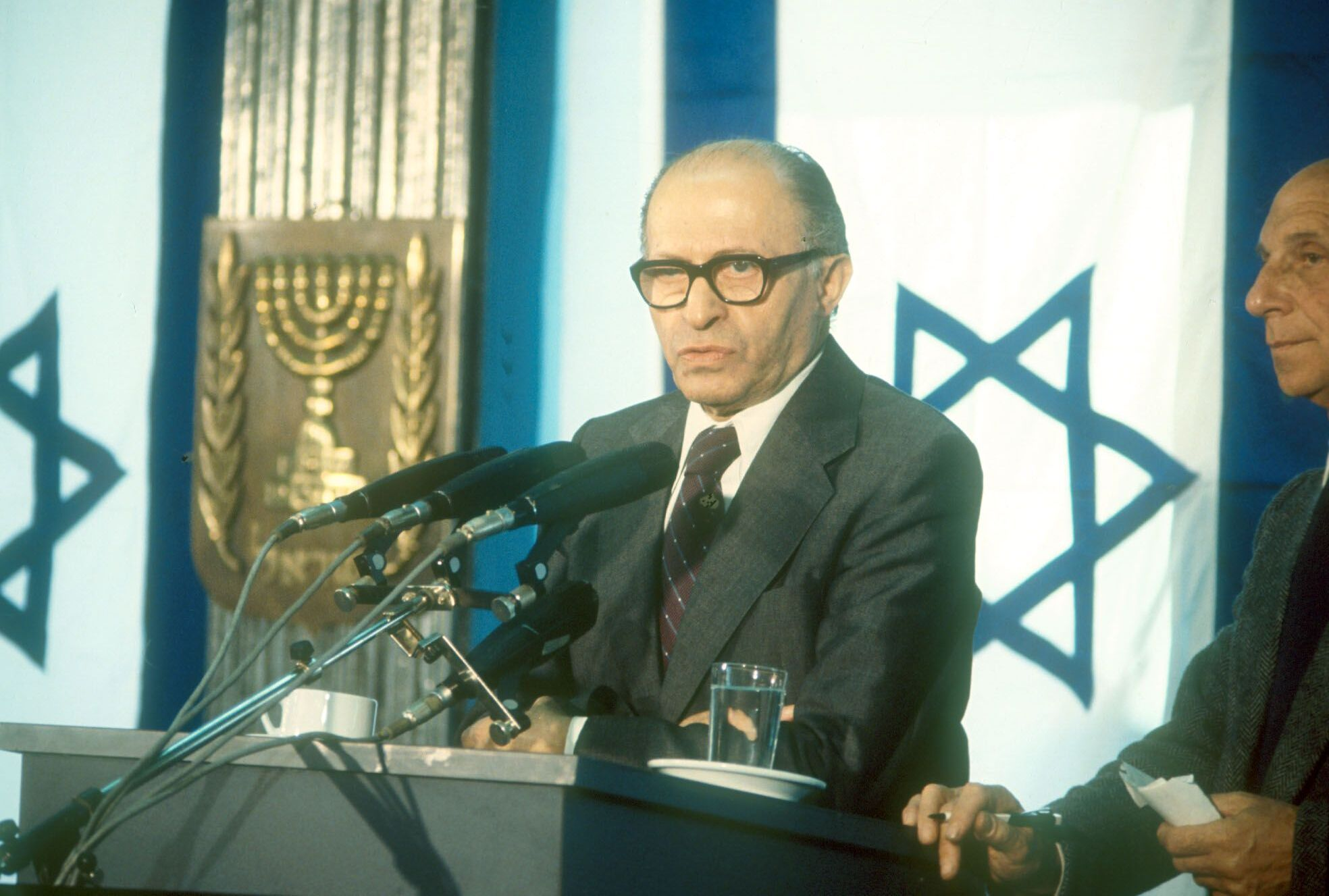
Menachem Begin Prim-ministru al Israelului 1977-1983 Din Colecția Dan Hadani Biblioteca Națională a Israelului

## Beghin în media artistică
- Beghin apare în filmul israelian Vals cu Bashir consacrat unor momente din primul război din Liban și masacrului realizat în 1982 de falangiștii libanezi în taberele de refugiați palestineni Sabra și Shatila
- Figura sa apare și în romanul „Al cincilea călăreț” de Larry Collins și Dominique Lapierre, precum și în romanul stiințifico-fantastic „Worldwar” (Război mondial) vol. 4

„Striking the Balance” de Harry Turtledove 
- În filmul israelo-american de televiziune  „Operația Entebbe” din 1977 personajul lui Beghin a fost interpretat de actorul David Opatoshu, iar in miniserialul „Sadat” (1983) - de către Barry Morse.
- Piesa de teatru „Mr.Begin” de Gabriel Emanuel, in care Beghin a fost interpretat de actorul israelian Dani Shteg, a inaugurat Centrul Patrimoniului lui Menahem Beghin din Ierusalim în iulie 2013.